# فرانسوا فاليجو
فرانسوا فاليجو (بالفرنسية: François Vallejo)‏ هو كاتب فرنسي، ولد في 10 فبراير 1960 في لو مان في فرنسا.